# Il viaggiatore (film)
Il viaggiatore (Mossafer) è un film del 1974 diretto da Abbas Kiarostami.

## Trama
Ghasem Jolā'i è un problematico ragazzino di dieci anni che vive in una piccola città iraniana. Ghasem vuole vedere la nazionale di calcio dell'Iran giocare una partita importante a Teheran. Perciò egli truffa suoi amici e i vicini di casa. Dopo una serie di avventure, Ghasem raggiunge finalmente lo stadio al momento della partita. Il film affronta la determinazione del ragazzo nel raggiungere il suo obiettivo e la sua indifferenza per gli effetti delle sue azioni sulle altre persone, in particolare quelli che sono più vicini a lui.